# Monolitisk kärna
En monolitisk kärna är en operativsystemskärna som är byggd så att de flesta systemprocesser som in- och utmatning, minneshantering och drivrutiner kör som en del av kärnan och inte som separata processer. Detta möjliggör å ena sidan ett effektivt samspel mellan delarna, å andra sidan är ett fel i vilken del av kärnan som helst kritiskt.
De flesta Unix- och Unixliknande operativsystem som Linux, Solaris och BSD har monolitiska kärnor.
Även Windows 95, Windows 98 och Windows ME har monolitiska kärnor.
Motsatsen till monolitiska kärnor är mikrokärnor, vilka endast tar hand om det mest nödvändiga i systemet och låter systemprocesser ta hand om resten. Förespråkare för mikrokärnor menar att man därmed kan åstadkomma en mer modulär struktur, vilket i allmänhet minskar mängden programmeringsfel och gör det lättare att hitta felen. Detta förutsätter dock att man kan isolera lämpliga helheter. Många förespråkare för monolitiska kärnor menar att detta är omöjligt och att samspelet mellan de olika delarna i en mikrokärnarkitektur i praktiken blir mer komplicerat än samspelet inom en monolitisk kärna.

## Exempel
Exempel på operativsystem som använder en monolitisk kärna.
- Unixliknande operativsystem.
  - Agnix
  - Linux
  - Syllable
  - BSD
  - Solaris
- DOS
  - DR-DOS
  - MS-DOS
- Android
- Mac OS Classic fram till och med Mac OS 8.6
- OpenVMS